# United States Senate Committee on Armed Services
Das Committee on Armed Services ist ein Ausschuss des Senats der Vereinigten Staaten, der für die parlamentarische Kontrolle des US-Verteidigungsministeriums, die militärische Forschung und Entwicklung, die Atomenergie (soweit sie die Sicherheit der USA betrifft), eine mögliche Wehrpflicht und andere Belange der militärischen Handlungsfähigkeit der Vereinigten Staaten zuständig ist.
Der Ausschuss entstand infolge des Legislative Reorganization Act von 1946 nach dem Sieg der USA im Zweiten Weltkrieg. In ihm vereinigen sich die Zuständigkeiten des ehemaligen Senate Naval Affairs Committee (das speziell für die Marine vorgesehen war) und des Senate Military Affairs Committee, die beide 1816 eingerichtet wurden.
Er gilt als einer der mächtigeren Ausschüsse der zweiten Kammer des US-Kongresses und hat insbesondere zu Zeiten des Kalten Kriegs weitreichende Gesetze wie den National Security Act von 1947 beschlossen.

## 117. Kongress

### Mitglieder
| Mehrheitspartei | Minderheitspartei |
| --- | --- |

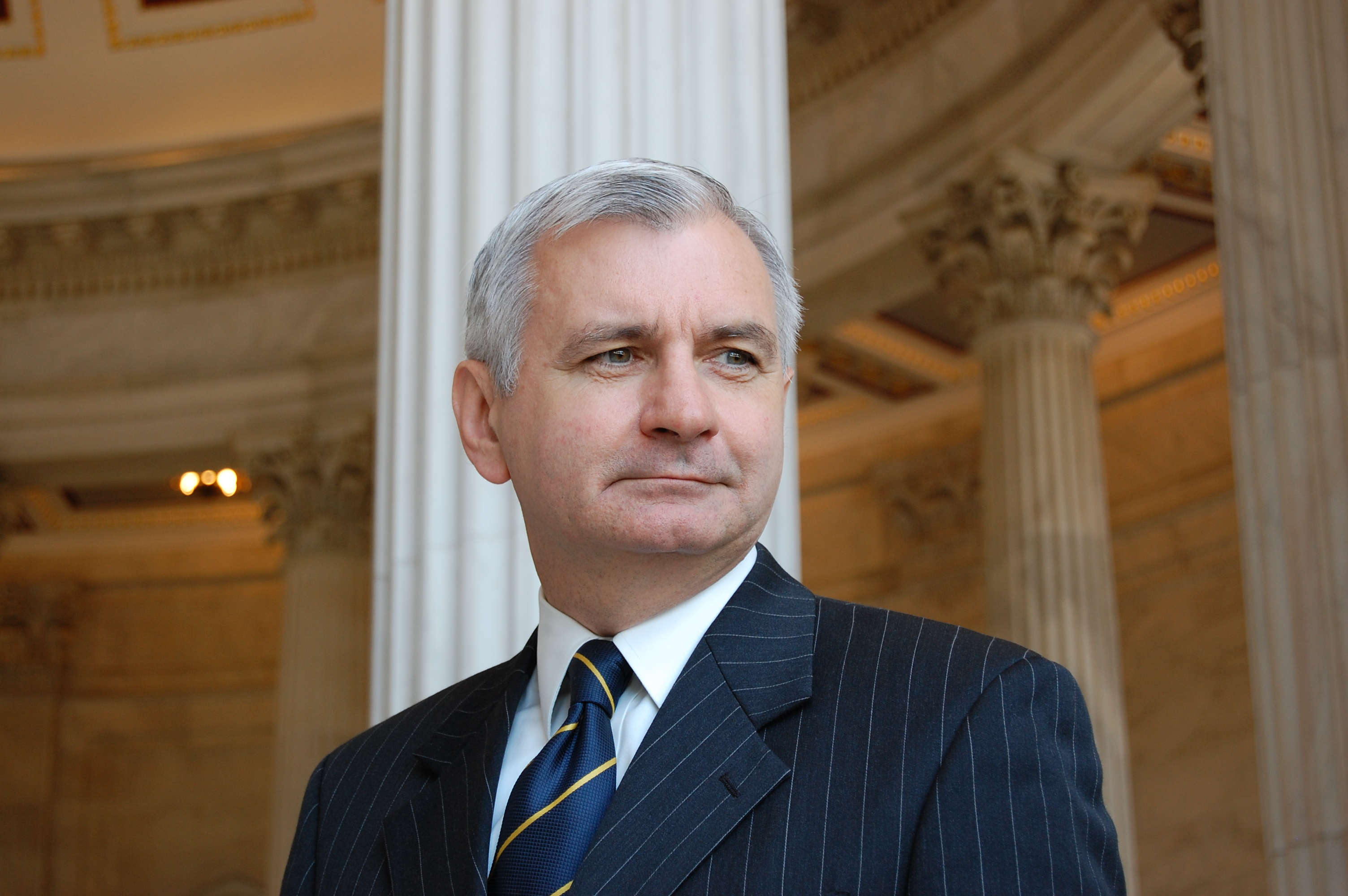
Jack Reed, der derzeitige Ausschussvorsitzende

| - John Francis Reed, Rhode Island, Chairman - Cynthia Jeanne Shaheen, New Hampshire - Kirsten Elizabeth Rutnik Gillibrand, New York - Richard Blumenthal, Connecticut - Mazie Keiko Hirono, Hawaii - Timothy Michael Kaine, Virginia - Angus Stanley King Jr., Maine - Elizabeth Ann Warren, Massachusetts - Gary Charles Peters, Michigan - Joseph Anthony Manchin III, West Virginia - Ladda Tammy Duckworth, Illinois - Jacklyn Sheryl Rosen, Nevada - Mark Edward Kelly, Arizona | - James Mountain Inhofe, Oklahoma, Ranking Member - Roger Frederick Wicker, Mississippi - Debra Strobel Fischer, Nebraska - Thomas Bryant Cotton, Arkansas - Marion Michael Rounds, South Dakota - Joni Kay Ernst, Iowa - Thomas Roland Tillis, North Carolina - Daniel Scott Sullivan, Alaska - Kevin Cramer, North Dakota - Richard Lynn Scott, Florida - Marsha Wedgeworth Blackburn, Tennessee - Joshua David Hawley, Missouri - Thomas Hawley Tuberville, Alabama |

### Unterausschüsse
Es gibt folgende sieben Unterausschüsse:
| Unterausschuss United States House Armed Services Subcommittee on –- | Übersetzung                      | Chair (Vorsitz)                     | Ranking Member        |
| -------------------------------------------------------------------- | -------------------------------- | ----------------------------------- | --------------------- |
| Airland                                                              | Flugstreitkräfte                 | Ladda Tammy Duckworth               | Thomas Bryant Cotton  |
| Cybersecurity                                                        | Internetsicherheit               | Joseph Anthony Manchin III          | Marion Michael Rounds |
| Emerging Threats and Capabilities                                    | Neue Bedrohungen und Fähigkeiten | Mark Edward Kelly                   | Joni Kay Ernst        |
| Personnel                                                            | Personal                         | Kirsten Elizabeth Rutnik Gillibrand | Thomas Roland Tillis  |
| Readiness and Management Support                                     | Bereitschaft und Unterstützung   | Timothy Michael Kaine               | Daniel Scott Sullivan |
| Seapower                                                             | Seemacht                         | Mazie Keiko Hirono                  | Kevin Cramer          |
| Strategic Forces                                                     | Strategische Streitkräfte        | Angus Stanley King Jr.              | Debra Strobel Fischer |

## Historische Zusammensetzungen

### Mitglieder im 114. Kongress

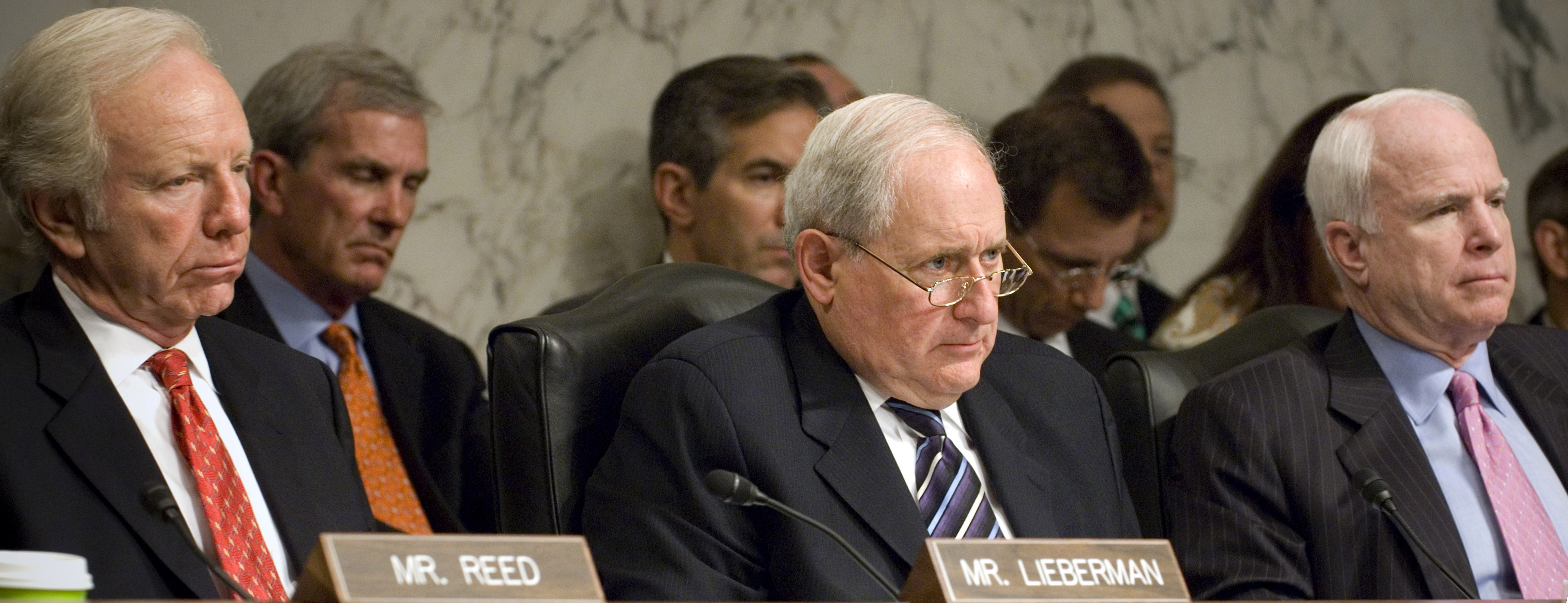
John McCain mit seinem Vorgänger Carl Levin und dem langjährigen Ausschussmitglied Joe Lieberman (von rechts) während einer Sitzung des Ausschusses.

Vorsitzender des Ausschusses der Republikaner John McCain aus Arizona, Ranking Member (etwa: „Führer der Minderheit“) war der Demokrat Jack Reed aus Rhode Island.
| Mehrheitspartei | Minderheitspartei |
| --- | --- |
| - John Sidney McCain III, Arizona Vorsitz - James Mountain Inhofe, Oklahoma - Jefferson Beauregard Sessions III, Alabama - Roger Frederick Wicker, Mississippi - Kelly Ann Ayotte, New Hampshire - Debra Strobel Fischer, Nebraska - Thomas Bryant Cotton, Arkansas - Marion Michael Rounds, South Dakota - Joni Kay Ernst, Iowa - Thomas Roland Tillis, North Carolina - Daniel Scott Sullivan, Alaska - Michael Shumway Lee, Utah - Lindsey Olin Graham, South Carolina - Rafael Edward Cruz, Texas | - John Francis Reed, Rhode Island Ranking Member - Clarence William Nelson Jr., Florida - Claire McCaskill, Missouri - Joseph Anthony Manchin III, West Virginia - Cynthia Jeanne Shaheen, New Hampshire - Kirsten Elizabeth Rutnik Gillibrand, New York - Richard Blumenthal, Connecticut - Joseph Simon Donnelly, Indiana - Mazie Keiko Hirono, Hawaii - Timothy Michael Kaine, Virginia - Angus Stanley King Jr., Maine - Martin Trevor Heinrich, New Mexico |

1. ↑  Angus King ist ein unabhängiger Senator, der aber der demokratischen Fraktion angehört

### Mitglieder im 115. Kongress
| Mehrheitspartei | Minderheitspartei |
| --- | --- |
| - John Sidney McCain III, Arizona Vorsitz (bis 25. August 2018) - James Mountain Inhofe, Oklahoma Vorsitz (ab 6. September 2018) - Roger Frederick Wicker, Mississippi - Debra Strobel Fischer, Nebraska - Thomas Bryant Cotton, Arkansas - Marion Michael Rounds, South Dakota - Joni Kay Ernst, Iowa - Thomas Roland Tillis, North Carolina - Daniel Scott Sullivan, Alaska - David Alfred Perdue, Jr., Georgia - Rafael Edward Cruz, Texas - Lindsey Olin Graham, South Carolina - Benjamin Eric Sasse, Nebraska - Timothy Eugene Scott, South Carolina - Jon Llewellyn Kyl, Arizona (ab 6. September 2018) | - John Francis Reed, Rhode Island Ranking Member - Clarence William Nelson Jr., Florida - Claire McCaskill, Missouri - Cynthia Jeanne Shaheen, New Hampshire - Kirsten Elizabeth Rutnik Gillibrand, New York - Richard Blumenthal, Connecticut - Joseph Simon Donnelly, Indiana - Mazie Keiko Hirono, Hawaii - Timothy Michael Kaine, Virginia - Angus Stanley King Jr., Maine - Martin Trevor Heinrich, New Mexico - Elizabeth Ann Warren, Massachusetts - Gary Charles Peters, Michigan |

1. ↑  Angus King ist ein unabhängiger Senator, der aber der demokratischen Fraktion angehört

### Mitglieder im 116. Kongress
| Mehrheitspartei | Minderheitspartei |
| --- | --- |
| - James Mountain Inhofe, Oklahoma Vorsitz - Roger Frederick Wicker, Mississippi - Debra Strobel Fischer, Nebraska - Thomas Bryant Cotton, Arkansas - Marion Michael Rounds, South Dakota - Joni Kay Ernst, Iowa - Thomas Roland Tillis, North Carolina - Daniel Scott Sullivan, Alaska - David Alfred Perdue, Jr., Georgia - Kevin Cramer, North Dakota - Martha Elizabeth McSally, Arizona (bis 2. Dezember 2020) - Richard Lynn Scott, Florida - Marsha Wedgeworth Blackburn, Tennessee - Joshua David Hawley, Missouri | - John Francis Reed, Rhode Island Ranking Member - Cynthia Jeanne Shaheen, New Hampshire - Kirsten Elizabeth Rutnik Gillibrand, New York - Richard Blumenthal, Connecticut - Mazie Keiko Hirono, Hawaii - Timothy Michael Kaine, Virginia - Angus Stanley King Jr., Maine - Martin Trevor Heinrich, New Mexico - Elizabeth Ann Warren, Massachusetts - Gary Charles Peters, Michigan - Joseph Anthony Manchin III, West Virginia - Ladda Tammy Duckworth, Illinois - Gordon Douglas Jones, Alabama |

1. ↑  Angus King ist ein unabhängiger Senator, der aber der demokratischen Fraktion angehört

## Ehemalige Vorsitzende

### Vorsitzende des Senate Committee on Military Affairs, 1816–1947
- John Williams (DR-TN) 1816–1817
- George Troup (DR-GA) 1817–1818
- John Williams (DR-TN) 1818–1823
- Andrew Jackson (DR-TN) 1823–1825
- William Henry Harrison (NR-OH) 1825–1828
- Thomas Hart Benton (D-MO) 1828–1841
- William C. Preston (W-SC) 1841–1842
- John J. Crittenden (W-KY) 1842–1845
- Thomas Hart Benton (D-MO) 1845–1849
- Jefferson Davis (D-MS) 1849–1851
- James Shields (D-IL) 1851–1855
- John B. Weller (D-CA) 1855–1857
- Jefferson Finis Davis (D-MS) 1857–1861
- Henry Wilson (R-MA) 1861–1872
- John A. Logan (R-IL) 1872–1877
- George E. Spencer (R-AL) 1877–1879
- Theodore Fitz Randolph (D-NJ) 1879–1881
- John Alexander Logan (R-IL) 1881–1886
- Joseph Roswell Hawley (R-CT) 1887–1893
- Edward C. Walthall (D-MS) 1893–1895
- Joseph Roswell Hawley (R-CT) 1894–1905
- Francis E. Warren (R-WY) 1905–1911
- Henry A. du Pont (R-DE) 1911–1913
- Joseph F. Johnston (D-AL) 1913
- George Earle Chamberlain (D-OR) 1913–1919
- James Wolcott Wadsworth Jr. (R-NY) 1919–1927
- David A. Reed (R-PA) 1927–1933
- Morris Sheppard (D-TX) 1933–1941
- Robert Rice Reynolds (D-NC) 1941–1945
- Elbert D. Thomas (D-UT) 1945–1947

### Vorsitzende des Senate Committee on Naval Affairs, 1816–1947
- Charles Tait (R-GA) 1816–1818
- Nathan Sanford (R-NY) 1818–1819
- James Pleasants (R-VA) 1819–1823
- James Lloyd (F-MA) 1823–1825
- Robert Young Hayne (D-SC) 1825–1832
- George M. Dallas (D-PA) 1832–1833
- Samuel L. Southard (W-NJ) 1833–1836
- William Cabell Rives (D-VA) 1836–1839
- Reuel Williams (D-ME) 1839–1841
- Willie Person Mangum (W-NC) 1841–1842
- Richard H. Bayard (W-DE) 1842–1845
- John Fairfield (D-ME) 1845–1847
- David Levy Yulee (D-FL) 1847–1851
- William M. Gwin (D-CA) 1851–1855
- Stephen Russell Mallory Sr. (D-FL) 1855–1861
- John P. Hale (R-NH) 1861–1864
- James W. Grimes (R-IA) 1864–1870
- Aaron H. Cragin (R-NH) 1870–1877
- Aaron Augustus Sargent (R-CA) 1877–1879
- John R. McPherson (D-NJ) 1879–1881
- James Donald Cameron (R-PA) 1881–1893
- John R. McPherson (D-NJ) 1893–1895
- James Donald Cameron (R-PA) 1895–1897
- Eugene Hale (R-ME) 1897–1909
- George Clement Perkins (R-CA) 1909–1913
- Benjamin Tillman (D-SC) 1913–1918
- Claude A. Swanson (D-VA) 1918–1919
- Carroll Smalley Page (R-VT) 1919–1923
- Frederick Hale (R-ME) 1923–1933
- Park Trammell (D-FL) 1933–1937
- David I. Walsh (D-MA) 1937–1947

### Vorsitzende des Senate Committee on Armed Services seit 1947

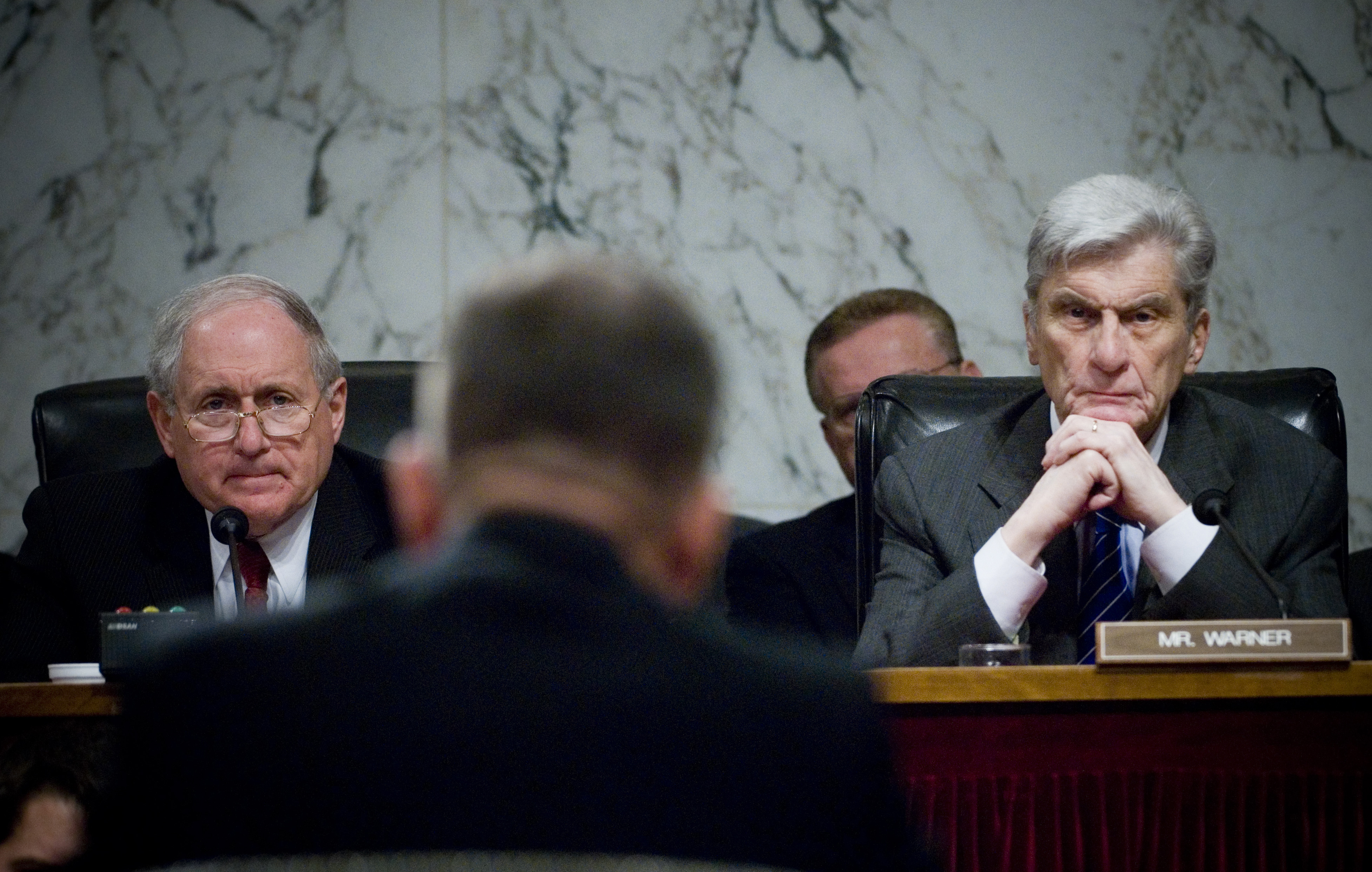
Carl Levin (links) und John Warner (rechts) wechselten sich im Vorsitz des Ausschusses seit 1999 mehrfach gegenseitig ab.

- John Chandler Gurney (R-SD) 1947–1949
- Millard Tydings (D-MD) 1949–1951
- Richard Russell (D-GA) 1951–1953
- Leverett Saltonstall (R-MA) 1953–1955
- Richard Russell (D-GA) 1955–1969
- John C. Stennis (D-MS) 1969–1981
- John Tower (R-TX) 1981–1985
- Barry Goldwater (R-AZ) 1985–1987
- Sam Nunn (D-GA) 1987–1995
- Strom Thurmond (R-SC) 1995–1999
- John Warner (R-VA) 1999–2001
- Carl Levin (D-MI) 2001
- John Warner (R-VA) 2001
- Carl Levin (D-MI) 2001–2003
- John Warner (R-VA) 2003–2007
- Carl Levin (D-MI) 2007–2014
- John McCain (R-AZ) 2015–2018
- Jim Inhofe (R-OK) 2018–2021